# Fuori dal buio
Fuori dal buio (Out of the Darkness) è un film muto del 1915 diretto da George Melford.

## Trama
Helen Scott eredita dal padre una florida azienda, un conservificio la cui gestione affida allo zio, uomo rigido e duro, mentre lei si dà alla vita di società. Durante una crociera, la ragazza ha un incidente e cade in mare, riportando una ferita alla testa che le fa perdere la memoria. Salvata dal capitano di una goletta, senza casa e senza denaro, accetta l'offerta di lavoro di Jennie, la figlia del capitano che le trova un posto nella fabbrica di conserve. Harvey Brooks, il direttore della fabbrica, inizia a corteggiarla e lei si trova a difenderlo quando viene accusato dagli altri operai che gli addebitano le cattive condizioni in cui sono costretti a lavorare. Durante uno sciopero, Harvey viene legato mentre il suo ufficio viene dato alle fiamme. Lo salva l'intervento di Helen che, davanti al nuovo shock, recupera la memoria. Gli confesserà, così, la sua vera identità e gli prometterà, da quel momento in poi, di lavorare per migliorare la vita dei dipendenti della fabbrica.

## Produzione
Il film fu prodotto dalla Jesse L. Lasky Feature Play Company

## Distribuzione
Distribuito dalla Paramount Pictures, il film uscì nelle sale cinematografiche statunitensi il 9 settembre 1915. In Italia venne distribuito dalla Feature nel 1916.